# Арвил
Арвил (фр. Harville) насеље је и општина у североисточној Француској у региону Лорена, у департману Меза која припада префектури Верден.
По подацима из 2011. године у општини је живело 110 становника, а густина насељености је износила 19,86 становника/km². Општина се простире на површини од 5,54 km². Налази се на средњој надморској висини од 210 метара (максималној 226 m, а минималној 200 m).

## Демографија
| 1962. | 1968. | 1975. | 1982. | 1990. | 1999. | 2011. |
| ----- | ----- | ----- | ----- | ----- | ----- | ----- |
| 123   | 123   | 109   | 123   | 132   | 114   | 110   |

График промене броја становника у току последњих година